# Филатов, Эдуард Олегович
Эдуард Олегович Филатов (род. 6 июня 1990, Краснодар) — российский регбист, игравший на позиции фулбэка (15 номер, замыкающий) в команде «Кубань». В настоящее время тренер по защитникам. Заслуженный мастер спорта России.

## Биография
Первоначально занимался дзюдо, потом греко-римской борьбой. Затем родители решили отдать Эдуарда на футбол. Им он занимался восемь лет. В секцию регби привёл друг. Первоначально занимался регби-7. С 2016 года, когда «Кубань» стала постоянным участником чемпионата по регби-15, постоянный игрок основного состава. В дебютном сезоне команде удалось выйти в финал Кубка России, где они уступили «Енисею» 42:10. В связи с постоянно беспокоящей травмой плеча в 2020 году временно завершил карьеру и сосредоточился на тренерской работе (тренирует веер команды). Однако в любой момент Эдуард может вернуться на поле.

## Карьера в сборной
В сборной по регби-7 дебютировал в 2012 году вместе с одноклубником Кириллом Губиным. В 2013 стал победителем Универсиады-2013 В 2016 и 2017 годах становился чемпионом Европы по регби-7. Выступал на турнирах Мировой серии.

## Интересные факты
- Болеет за Манчестер Юнайтед.
- По собственным словам больше нравится регби-7 из-за скоростей.
- Любимый игрок в регби-15 Риеко Иоане. В регби-7 Осеа Колинисау

## Личная жизнь
Жена — Алла, учились в параллельных классах. Воспитывает дочь.

## Достижения
- Регби-7:
  -  Чемпион России по регби-7 — 2013, 2015
  -  Обладатель Кубка России по регби-7 — 2014
  -  Обладатель Кубка Европейских чемпионов по регби-7 — 2016

- Регби-7 (сборная):
  -  Чемпионат Европы по регби-7 — 2016, 2017
  -  Универсиада — 2013